# ۲۹۴ (میلادی)
۲۹۴ (میلادی) دویست و نود و چهارمین سال تقویم میلادی است.

## درگذشتگان
‎